# Sambar
Sambar (kannada: ಹುಳಿ, malayalam: സാംബാറ്, tamil: சாம்பார், telugu: సాంబారు) er en sydindisk linseret. Den benyttes som en sideret til ris og til en række indiske retter. 
Sambar består for det meste af tomater, linser og krydderier (sambar masala). Den serveres med en tynd sauce med få grøntsager og ofte kun løg.